# No Place to Hide (canción)
«No Place to Hide» es una canción escrita y grabada por la banda estadounidense de nu metal Korn para su segundo álbum de estudio, Life is Peachy. Fue lanzado como primer sencillo del álbum en septiembre de 1996.

## Actuación en vivo
La canción rara vez se ha tocado desde las giras promocionales que rodearon el lanzamiento de Life is Peachy. Se destaca por ser la primera actuación televisada de Korn, en un programa de música francés el 20 de febrero de 1997. «No Place to Hide» regresó en 2011 durante The Path of Totality Tour.

## Video musical
No se filmó un video musical; MTV recopiló clips de Who Then Now? y los videos musicales anteriores de la banda para que «No Place to Hide» se transmita en el canal.

## Premios
La canción fue nominada en los premios Grammy en 1998 como «Mejor Interpretación de Metal». Fue la segunda nominación de Korn en esta categoría.

## Lista de canciones
| Sencillo CD1 (Reino Unido) |                                    |          |  |
| N.º                        | Título                             | Duración |  |
| 1.                         | «No Place to Hide» (Album Version) | 3:31     |  |
| 2.                         | «Sean Olson» (Radio Edit)          | 4:45     |  |
| 3.                         | «Proud»                            | 3:14     |  |

| Sencillo CD2 (Reino Unido) |                                                     |          |  |
| N.º                        | Título                                              | Duración |  |
| 1.                         | «No Place to Hide» (Album Version)                  | 3:31     |  |
| 2.                         | «Shoots and Ladders» (Dust Brothers Industrial mix) | 3:50     |  |
| 3.                         | «Shoots and Ladders» (Dust Brothers Hip Hop mix)    | 4:07     |  |

| Sencillo 7" (Reino Unido) |                                    |          |  |
| N.º                       | Título                             | Duración |  |
| 1.                        | «No Place To Hide» (Album Version) | 3:31     |  |
| 2.                        | «Proud»                            | 3:50     |  |

| Sencillo CD Promo (Reino Unido) |                                    |          |  |
| N.º                             | Título                             | Duración |  |
| 1.                              | «No Place to Hide» (Album Version) | 3:31     |  |

| Sencillo 10" (Reino Unido) |                                    |          |  |
| N.º                        | Título                             | Duración |  |
| 1.                         | «No Place To Hide» (Album Version) | 3:31     |  |
| 2.                         | «Proud»                            | 3:50     |  |

| Sencillo CD (Alemania) |                                    |          |  |
| N.º                    | Título                             | Duración |  |
| 1.                     | «No Place to Hide» (Album Version) | 3:31     |  |
| 2.                     | «Sean Olson» (Radio Edit)          | 4:45     |  |
| 3.                     | «Lies»                             | 3:22     |  |

| Sencillo CD (Estados Unidos) |                    |          |  |
| N.º                          | Título             | Duración |  |
| 1.                           | «No Place to Hide» | 3:31     |  |

## Posicionamiento en listas
| Lista (1996)                           | Mejor posición |
| -------------------------------------- | -------------- |
| Unión Europea (Eurochart Hot 100)      | 70             |
| Escocia (Scottish Singles Sales Chart) | 22             |
| Reino Unido (UK Singles Chart)         | 26             |